# Липа войлочна (Кам'янець-Подільський, вул. Гагенмейстера, 1)
Ли́па во́йлочна — ботанічна пам'ятка природи місцевого значення в Україні. Розташована в межах міста Кам'янець-Подільський, вул. Гагенмейстера, 1. 
Площа 0,02 га. Статус надано згідно з рішенням облвиконкому від 21.11.1984 року № 242. Перебуває у віданні: КП «Кам'янецький парк». 
Статус надано з метою збереження двох дерев липи повстистої. 